# Bordovice
Bordovice település Csehországban, Nový Jičín-i járásban. Bordovice Lichnov, Frenštát pod Radhoštěm, Trojanovice és Veřovice településekkel határos. Lakosainak száma 681 fő (2024. január 1.).

## Népesség
A település lakosságának változását az alábbi diagram mutatja:
| Lakosok száma | 397  | 455  | 520  | 511  | 581  | 539  | 600  | 615  | 651  | 681  |
|               | 1869 | 1890 | 1921 | 1950 | 1980 | 2001 | 2017 | 2019 | 2022 | 2024 |